# The Bluebells
The Bluebells — рок-группа из Шотландии, популярная в 1980-е годы в Великобритании. 

## История группы
Группа исполняла мелодичный гитарный поп-рок, схожий по стилю с музыкой шотландской группы Aztec Camera, но более яркий и запоминающийся . Три сингла The Bluebells: "I'm Falling", "Cath" и "Young at Heart"   вошли в топ-40 британского чарта. Их главным хитом является последняя из перечисленных композиций, написанная лидером группы Бобби Блюбеллом совместно с певицей группы Bananarama Шевон Фахи и занявшая 8-е место в чарте синглов Соединённого Королевства в 1984. The Bluebells также записали и выпустили один мини-альбом и полноценный альбом Sisters.  
Kрейг Гэннон ушёл в группу The Smiths, где он заменил Энди Рурка, затем остался в этом коллективе в качестве второго гитариста на время гастрольных выступлений. После ухода из The Smiths он стал участником группы Adult Net.
Группа распалась в середине 1980-х, однако собралась вновь в 1993 году, после того, как песня "Young At Heart" привлекла к себе внимание в качестве звукового сопровождения телевизионной рекламы автомобиля. Вновь переизданная, эта песня стала хитом номер 1 в Великобритании и продержалась четыре недели в чарте. Группа вслед за этим приняла участие в популярной телепрограмме BBC — Top of the Pops. Альбом лучших вещей, The Singles Collection, достиг 27 места в соответствующем списке Великобритании (UK Albums Chart) в апреле 1993 года.
29 мая 2011 года группа The Bluebells выступила на Southside Festival.

## Дискография

### Студийные альбомы
1. The Bluebells EP - 1983 - Sire Records
2. Sisters - 1984 - London Records - UK No. 22
3. Second - 1992 - Vinyl Japan

### Синглы
- "Forevermore" / "Aim In Life" - 1982
- "Cath" / "Will She Always Be Waiting" - 1983 - UK  No. 62
- "Sugar Bridge (It Will Stand)" - 1983 - UK No. 72
- "I'm Falling" - 1984 - UK No. 11
- "Young at Heart" - 1984 - UK No. 8
- "Cath" (re-issue) - 1984 - UK No. 38
- "All I Am (Is Loving You)" - 1985 - UK No. 58
- "Young at Heart" (re-issue) - 1993 - UK No. 1[3]